# Годинниковий механізм (фільм)
Годинниковий механізм (англ. Ticker) — американський трилер 2001 року.

## Сюжет
Коли Сан-Франциско трясе серія наймогутніших вибухів, детектив Рей Неттлс виходить на слід безжалісного терориста Алекса Свана, який хоче зруйнувати найважливіші будівлі в місті, погубивши десятки тисяч життів. Не розкриваючи причин своїх вчинків, Сван влаштовує для поліцейських хитромудрі смертоносні пастки, постійно вислизаючи від переслідування. Не в силах поодинці спіймати маніяка, Неттлс звертається за допомогою до досвідченого сапера Гласса, разом з яким вони наздоганяють вбивцю, тільки тоді розуміючи, що він — всього лише маріонетка в руках більш небезпечного й божевільного лиходія.

## У ролях
- Том Сайзмор — детектив Рей Неттлс
- Денніс Гоппер — Алекс Сван
- Стівен Сігал — Френк Гласс
- Джеймі Пресслі — Клер Меннінг
- Нас — детектив Арт «Фуззі» Райс
- Розонда «Чіллі» Томас — Лайллі
- Пітер Грін — детектив Арті Плачінскі
- Кевін Ґейдж — Поч
- Майкл Галслі — Вершбоу
- Норберт Вайссер — Даггер
- Романі Малко — Ті Джей
- Джо Спано — капітан Спано
- Мімі Роуз — Бев
- Тіш Деніелс — Анжі
- Айс-Ті — командир терорист